# Thomas County, Nebraska
Thomas County är ett administrativt område i delstaten Nebraska, USA, med 647 invånare. Den administrativa huvudorten (county seat) är Thedford.

## Geografi
Enligt United States Census Bureau har countyt en total area på 1 849 km². 1 846 km² av den arean är land och 3 km² är vatten.

### Angränsande countyn
- Cherry County - norr
- Blaine County - öster
- Logan County - söder
- McPherson County - sydväst
- Hooker County - väster